# Corthylus
Corthylus är ett släkte av skalbaggar. Corthylus ingår i familjen vivlar.

## Bildgalleri

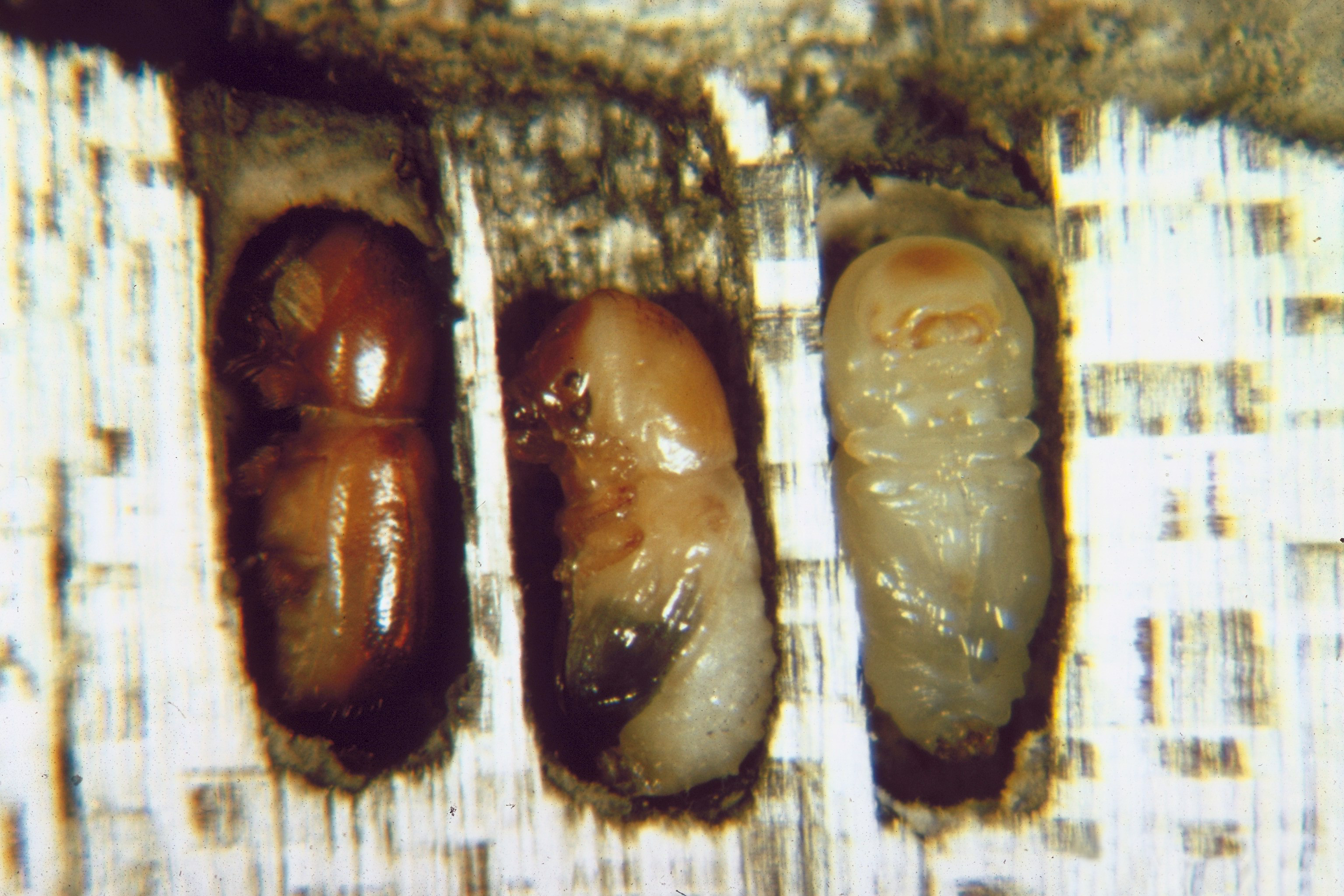
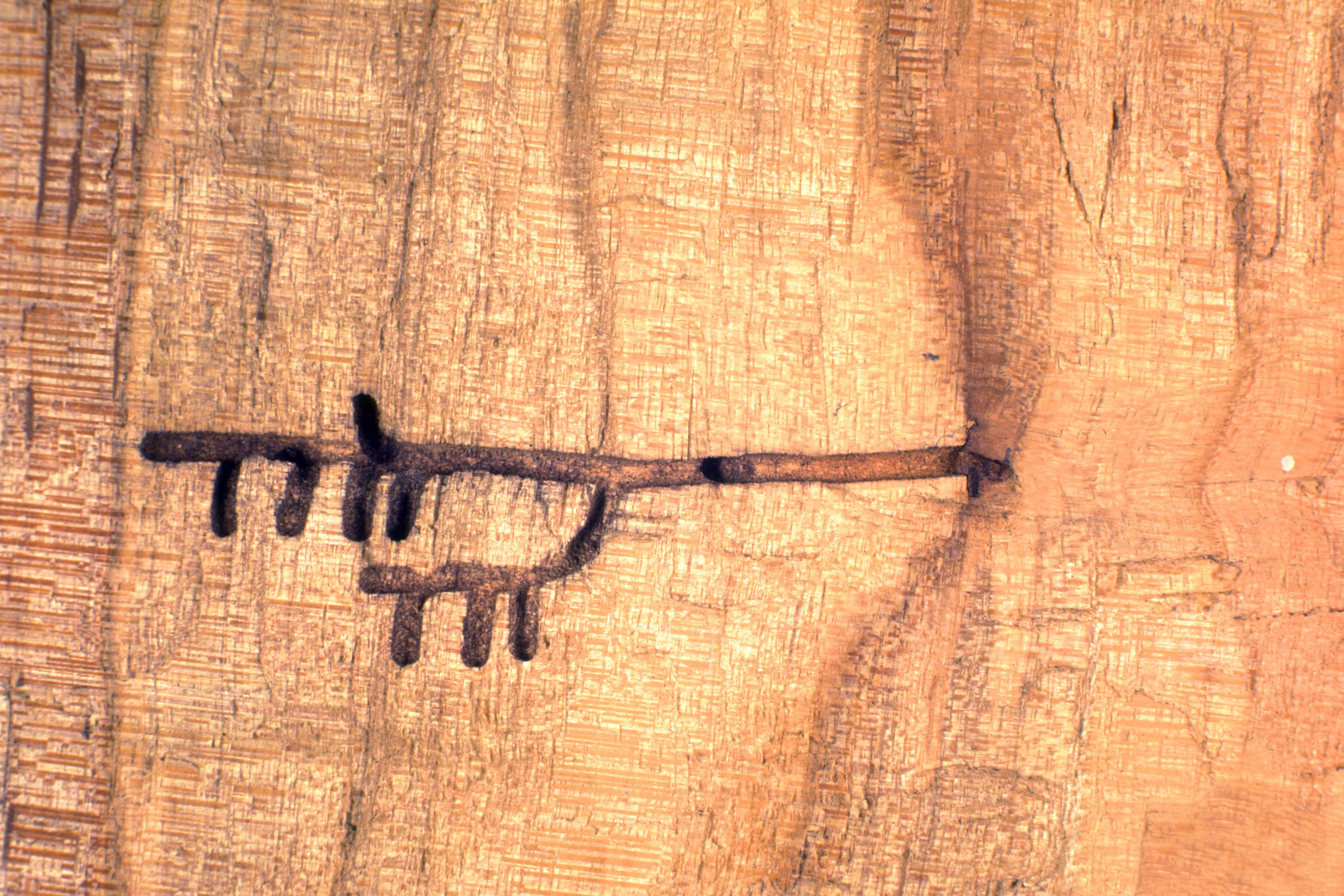
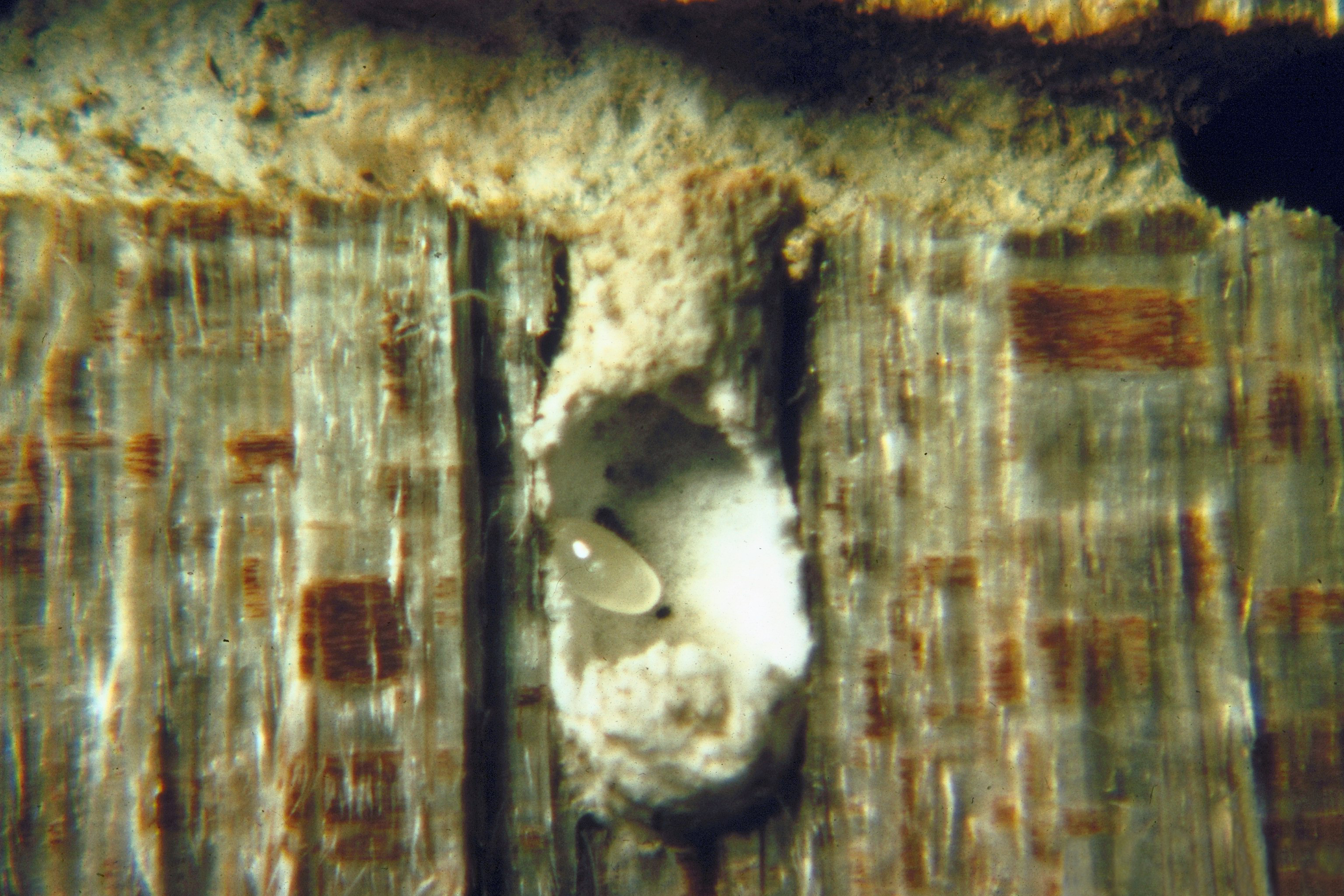

## Dottertaxa tillCorthylus, i alfabetisk ordning[1]
- Corthylus abbreviatus
- Corthylus abruptedeclivis
- Corthylus additus
- Corthylus affinis
- Corthylus alienus
- Corthylus anomalus
- Corthylus antennarius
- Corthylus argentinensis
- Corthylus ater
- Corthylus aztecus
- Corthylus bicolor
- Corthylus bifurcus
- Corthylus biseriatus
- Corthylus bituberculatus
- Corthylus bolivianus
- Corthylus brunnescens
- Corthylus brunneus
- Corthylus calamarius
- Corthylus callidus
- Corthylus calmicolens
- Corthylus cannularius
- Corthylus castaneus
- Corthylus cavifrons
- Corthylus cecropii
- Corthylus cirritus
- Corthylus cirrus
- Corthylus collaris
- Corthylus columbianus
- Corthylus comatus
- Corthylus comosus
- Corthylus compressicornis
- Corthylus concavus
- Corthylus concisus
- Corthylus consimilis
- Corthylus convexicauda
- Corthylus convexifrons
- Corthylus coronatus
- Corthylus curiosus
- Corthylus cylindricus
- Corthylus dentatus
- Corthylus detrimentosus
- Corthylus diligens
- Corthylus dimidiatus
- Corthylus discoideus
- Corthylus donaticus
- Corthylus dubiosus
- Corthylus eichhoffi
- Corthylus emarginatus
- Corthylus excisus
- Corthylus exiguus
- Corthylus fasciatus
- Corthylus flagellifer
- Corthylus fuscus
- Corthylus glabinus
- Corthylus glabratus
- Corthylus gracilis
- Corthylus granulatus
- Corthylus granulifer
- Corthylus guayanensis
- Corthylus ingaensis
- Corthylus insignis
- Corthylus letzneri
- Corthylus lobatus
- Corthylus luridus
- Corthylus lustratus
- Corthylus macrocerus
- Corthylus mexicanus
- Corthylus micacirrus
- Corthylus minimus
- Corthylus minutissimus
- Corthylus minutus
- Corthylus mirabilis
- Corthylus nanus
- Corthylus neotardus
- Corthylus nevermanni
- Corthylus niger
- Corthylus nolenae
- Corthylus nudipennis
- Corthylus nudiusculus
- Corthylus nudus
- Corthylus obliquus
- Corthylus obtusus
- Corthylus oculatus
- Corthylus oliveirai
- Corthylus panamensis
- Corthylus papulans
- Corthylus parvulus
- Corthylus peruanus
- Corthylus petilus
- Corthylus pharax
- Corthylus pisinnus
- Corthylus plagiatus
- Corthylus praealtus
- Corthylus praeustus
- Corthylus procerus
- Corthylus ptyocerus
- Corthylus pumilus
- Corthylus punctatissimus
- Corthylus punctatus
- Corthylus pusillus
- Corthylus pygmaeus
- Corthylus reburrus
- Corthylus redtenbacheri
- Corthylus retusifer
- Corthylus retusus
- Corthylus robustus
- Corthylus rubricollis
- Corthylus rufopilosus
- Corthylus sanguineus
- Corthylus schaufussi
- Corthylus scutellaris
- Corthylus senticosus
- Corthylus sentosus
- Corthylus sentus
- Corthylus serratus
- Corthylus serrulatus
- Corthylus signatus
- Corthylus simillimus
- Corthylus simplex
- Corthylus sobrinus
- Corthylus spinifer
- Corthylus spinosus
- Corthylus splendens
- Corthylus splendidus
- Corthylus strigilatus
- Corthylus strigilis
- Corthylus subasperulus
- Corthylus subserratus
- Corthylus subsulcatus
- Corthylus suturalis
- Corthylus suturifer
- Corthylus tardulus
- Corthylus theobromae
- Corthylus tomentosus
- Corthylus transversus
- Corthylus trucis
- Corthylus truncatus
- Corthylus trunculus
- Corthylus tuberculatus
- Corthylus tulcanus
- Corthylus uniseptis
- Corthylus vallidus
- Corthylus venustus
- Corthylus villifer
- Corthylus villosus
- Corthylus villus
- Corthylus zelus